# 井戸木
井戸木（いどぎ）は、埼玉県上尾市にある町名。現行行政地名は井戸木一丁目から四丁目。住居表示未実施地区。郵便番号は362-0071。
市の統計などでは大石地区で分類されている。

## 地理
埼玉県の中央地域（県央地域）で、上尾市北部の大宮台地上に位置し、桶川市と隣接する。かつては桶川市側にも大字井戸木として残っていたが地名変更により消滅している（後述）。その経緯から特に1丁目、2丁目は三方を桶川市に囲まれている。泉台、中妻のほか、桶川市の若宮、鴨川、朝日に隣接している。地区の西端を鴨川が暗渠で南に流れる。全域が市街化区域で主に第一種低層住居専用地域（主要な通り沿いは第一種中高層住居専用地域や第二種住居地域）に指定され、全体的に住宅地となっている。また、一部生産緑地地区として耕作地も見られる。井戸木二丁目32番地に上尾市の最高地点（標高21.5 m）がある。
地内に集落跡である井戸木三丁目遺跡（県遺跡番号：14-224）や井戸木二丁目遺跡（県遺跡番号：14-227）などがあり、土器片も発掘されている。

### 地価
住宅地の地価は、2019年（平成31年）の都道府県地価調査によれば、井戸木四丁目36-14外の地点で10万5000円/m2となっている。

## 歴史
かつては江戸期より存在した武蔵国足立郡大谷領に属する井戸木村で、古くは足立郡のうちの中世末期頃より見出せる伊奈荘（いなのしょう）に属したと云う。村高は正保年間の『武蔵田園簿』では151石余（田27石余、畑123石余）、『元禄郷帳』や『天保郷帳』によると216石余であった。化政期の戸数は40軒余で、村の規模は東西10町、南北15町余であった。名前の由来はスイカズラ科の潅木であるエドノキの訛化と云われている。助郷は中山道桶川宿に1694年（元禄7年）より出役し、勤高は118石てあった。1759年（宝暦9年）では勤高は260石てあった。領家村の流作場（入会地）からの客土用土採取に関して中分村、小泉村、小舗谷村（小敷谷）との間で取交わしていた土取協定に1826年（文政9年）より加わった。
1590年（天正18年）は旗本西尾氏の知行地（後に慶長7年立藩して原市藩となる）。1618年（元和4年）より西尾氏の移封により上知され幕府領となる。1624年（寛永元年）より一部岩槻藩阿部氏領で残りは旗本柴田氏の知行地となる。1681年（天和元年）より阿部氏領は上知され再び幕府領（代官支配地）となる。旗本柴田氏の知行地も1698年（元禄11年）より上知され再び幕府領となる。なお、検地は1694年（元禄7年）に実施。1767年（明和4年）より川越藩松平家領、1832年（天保2年）より出羽山形藩領、1843年（天保13年）より幕府領となる。
1875年（明治8年）の農業産物高は『武蔵国郡村誌』によると米7.34石、陸稲20石、糯4.7石、大麦174.1石、小麦43.7石、大豆18.7石、栗20石、甘藷13000貫であった。
1955年1月の合併（昭和の大合併）で井戸木を含む大石村は上尾町となったが、この地域は地理的に桶川宿に近く、古くから桶川との関係が深かった。そのため桶川町に編入を希望する住民が多く、上尾町成立後も桶川町への編入を求める運動が続き、上尾派（愛郷同志会）と桶川派で対立を招くこととなった。県の町村合併促進審議会の実情調査後の勧告により、桶川町側は異論はなかったが、上尾町側は難色を示した。その後上尾・桶川の両町長および両議長と県地方課長らで協議した結果、住民の意思を尊重して北部に位置する字後地区の全域を翌年4月1日に桶川町に編入し、翌日に上尾町に留まることを希望した一部の世帯を再び上尾町に編入することで決着を見ることとなった。これにより上尾町、桶川町の両方に井戸木という地名が並立することとなった。その後桶川市大字井戸木は住居表示の実施により行政地名から消滅し、新たな町名に変更された。現在の鴨川の大半、若宮の一部がこれに相当する。
上尾市においてもこの地域で区画整理事業が実施されて大字井戸木は無くなったものの、地番整理などもあって従前の大字とは完全に一致するものではないが、新町名に井戸木が採用され行政地名として存続することとなった。
- 幕末の時点では足立郡井戸木村であった。明治初年の『旧高旧領取調帳』の記載によると、代官大竹左馬太郎支配所が管轄する幕府領であった[注釈 3][2][22][13]。
- 1868年（慶応4年）6月19日 - 旧幕府領が武蔵知県事・山田政則（忍藩士）の管轄となる。
- 1869年（明治2年） 
  - 1月13日 - 武蔵知県事・宮原忠英の管轄区域に大宮県を設置、同県の管轄となる。県庁は東京府馬喰町に置かれる。
  - 9月29日 - 県庁が浦和に置かれ浦和県に改称。
- 1871年（明治4年）
  - 10月 - 正願寺（新義真言宗、倉田明星院末）および無量庵（黄檗宗、信州塩野村普賢寺末、1960年再建）が廃寺となる[23][13]。
  - 11月13日 - 第1次府県統合により埼玉県の管轄となる。
- 1872年（明治5年）3月 - 大区小区制施行により第18区に属す[24][25]。
- 1879年（明治12年）3月17日 - 郡区町村編制法により成立した北足立郡に属す。郡役所は浦和宿に設置。
- 1884年（明治17年）7月14日 - 連合戸長役場制により成立した小泉村連合に属す。連合戸長役場は小泉村に設置[26]。
- 1889年（明治22年）4月1日 - 町村制施行に伴い、井戸木村を含む区域をもって大石村が成立[27]、井戸木村は大石村大字井戸木となる。
- 1946年（昭和21年）9月15日 - 地内の井戸木605番地にビグストンが操業を開始する[28]。
- 1954年（昭和29年）
  - 10月4日 - 井戸木の合併を巡って上尾派の会合中に桶川派が乱入し[注釈 4]、両派が衝突する暴行傷害事件が発生する[16]。翌日上尾町長、原市町長、大石村長は大宮警察署に出向き、取り調べを受けている11名の寛大な措置を嘆願したが、署長は暴行を働いたことは許し難く徹底的に取り締まると語った[16]。
  - 10月25日 - 大字井戸木における境界変更に関する陳情書が大石村より旧上尾町の町長宛に提出する[29]。
- 1955年（昭和30年）1月1日 - 町村合併促進法の施行に伴い、大石村が上尾町・原市町・平方町・上平村・大谷村と合併によって新たな上尾町の大字となる[30]。
- 1956年（昭和31年）
  - 4月1日 - 大字井戸木の北部に位置する字後地区の全域を桶川町に編入する[18][19]。桶川町大字井戸木が成立する。これにより80世帯（または81世帯）が桶川町側に移る[18]。
  - 4月2日 - 桶川町大字井戸木字後地区の一部[注釈 5]を再び上尾町に編入する。これにより13世帯が上尾町側に移る[31][18]（67、8世帯は桶川町側に残留）。
- 1958年（昭和33年）7月15日 - 上尾町が市制施行され[30]、上尾市の大字となる。
- 1968年（昭和43年） - 住居表示の実施により桶川町大字井戸木が若宮および鴨川の一部となる。これにより桶川町大字井戸木は消滅する。
- 1972年（昭和47年）12月26日 - 鴨川土地区画整理事業の都市計画決定[32]。
- 1974年（昭和49年）11月 - 地内に鴨川緑道が完成する[33]。
- 1979年（昭和54年）4月1日 - 大字井戸木43番地に上尾市立大石北小学校が開校する[34]。学区も上尾市立大石小学校から分離、当校に変更される[35]。
- 1985年（昭和60年）10月2日 - 鴨川土地区画整理事業の完成により地番変更を実施、大字井戸木が大字沖ノ上・小泉・中妻の各一部と併合して井戸木一丁目〜四丁目が成立する[36]。また、同日に大字井戸木の一部が泉台の一部となる[36]。また、同日に大字井戸木の一部が中妻（三丁目〜五丁目）の一部となる[36]。これにより大字井戸木は消滅する。
- 1989年（平成元年）5月1日 - 上尾市と桶川市との境界変更を実施、井戸木一丁目〜三丁目の一部[注釈 6]を桶川市に編入し、桶川市朝日町一丁目〜三丁目、鴨川二丁目、若宮二丁目の各一部を上尾市側に編入する[37][38]これにより該当区域に居住する2世帯6人が桶川市側に移る[39]。
- 2007年（平成19年）3月1日 - 「井戸木の延宝三年銘庚申塔」が市の登録文化財（有形民俗文化財）に指定される[40]。

### 存在していた小字
下記以外にも『武蔵國郡村誌』には「あての木」、『新編武蔵風土記稿』には「柿木」の記載があるが、現在の場所を特定できない。また、『武蔵國郡村誌』および『新編武蔵風土記稿』の瀬戸原は現在の桶川市鴨川、『新編武蔵風土記稿』の上原は現在の原新町に属するものと思われる。
- 後[2]
- 東[注釈 8]
- 前[注釈 9]
- 谷[注釈 10]

## 世帯数と人口
2017年（平成29年）10月1日現在（上尾市発表）の世帯数と人口は以下の通りである。
| 丁目         | 世帯数    | 人口    |
| ------------ | --------- | ------- |
| 井戸木一丁目 | 447世帯   | 1,027人 |
| 井戸木二丁目 | 658世帯   | 1,465人 |
| 井戸木三丁目 | 383世帯   | 950人   |
| 井戸木四丁目 | 573世帯   | 1,444人 |
| 計           | 2,061世帯 | 4,886人 |

## 小・中学校の学区
市立小・中学校に通う場合、学区（校区）は以下の通りとなる。
| 丁目         | 番地 | 小学校               | 中学校             |
| ------------ | ---- | -------------------- | ------------------ |
| 井戸木一丁目 | 全域 | 上尾市立大石北小学校 | 上尾市立大石中学校 |
| 井戸木二丁目 | 全域 | 上尾市立大石北小学校 | 上尾市立大石中学校 |
| 井戸木三丁目 | 全域 | 上尾市立大石北小学校 | 上尾市立大石中学校 |
| 井戸木四丁目 | 全域 | 上尾市立大石北小学校 | 上尾市立大石中学校 |

## 事業所
2021年（令和3年）現在の経済センサス調査による事業所数と従業員数は以下の通りである。
| 丁目         | 事業所数 | 従業員数 |
| ------------ | -------- | -------- |
| 井戸木一丁目 | 26事業所 | 184人    |
| 井戸木二丁目 | 32事業所 | 214人    |
| 井戸木三丁目 | 11事業所 | 36人     |
| 井戸木四丁目 | 25事業所 | 187人    |
| 計           | 94事業所 | 621人    |

## 交通
地域内に鉄道は敷設されていない。最寄り駅はJR東日本高崎線桶川駅であるが井戸木四丁目36-14外の地点よりおよそ1.7 km離れている。

### 道路
地区内に国道および主要地方道・一般県道は通っていない。なお、地区の西側付近を埼玉県道57号さいたま鴻巣線が通るが、その路線名称を県道66号井戸木中野林浦和線としていた時期があった。
- 若宮中妻線[8]（並木通り）
- 中妻井戸木線（浅間通り）
- 井戸木町谷線（富士見通り[注釈 12]） - 井戸木二丁目交差点の東西方向の通り。
- 朝日ヤナギ通り - 桶川市側の愛称。朝日交差点の東西方向の通りで、上尾市側は特に愛称はなく、路線番号で上尾市道20884号および20942号[8]としている。

### バス
地区内には路線バスが無く、コミュニティバスのみの運行となっている。なお、過去に丸建自動車（現丸建つばさ交通）のけんちゃんバスが運行され、地内に「井戸木1丁目」、「井戸木2丁目」、「井戸木3丁目」、「井戸木記念会館前」バス停留所が設置されている時期があった
上尾市コミュニティバス「ぐるっとくん」
- 大石桶川線
- 大石領家北上尾線

地区内は「井戸木記念会館南」、「井戸木記念会館」、「井戸木二丁目」、「井戸木郵便局前」、「井戸木三丁目」バス停留所が設置されている。
※ 桶川市内循環バス「べにばなGO」も地区内を通るが、バス停留所は設置されていない。

## 地域
かつては村社の雷電社や鎮守の浅間社のほか日枝社や山王社や荒神社などがあったが、地内に神社は存在しない。旧大石村で村内にある神社の合祀が1907年（明治40年）に行われたためである。合祀先は小泉の氷川神社で、合祀後は八合神社に改称された。
また、「井戸木の延宝三年銘庚申塔」が井戸木一丁目の井戸木共同墓地内にある。

### 町内会
- 井戸木自治会[50]

### 公園
- 井戸木公園（街区公園[51]） - 指定緊急避難場所（地震・洪水）に指定[52]。
- 山王公園（街区公園） - 指定緊急避難場所（地震・洪水）に指定[52]。2018年3月に廃止され、民間に払い下げられる予定であったが、2022年3月現在も存続している[53]。かつて山王社があった場所。
- 新田公園（街区公園） - 指定緊急避難場所（地震・洪水）に指定[52]。
- 地蔵公園（街区公園） - 指定緊急避難場所（地震・洪水）に指定[52]。
- 東公園（街区公園） - 指定緊急避難場所（地震・洪水）に指定[52]。
- 東第二公園
- 井戸木広場
- 鴨川緑道（都市緑地[51]）

### 施設
かつては地内にビグストン（テープレコーダーやカーステレオなどを製造する企業）の本社および工場があった。
- 上尾井戸木郵便局
- 上尾市立大石北小学校 - 指定緊急避難場所（地震・洪水）、指定一般避難所に指定[52]。
- 埼玉医療福祉専門学校
- 井戸木記念会館